# Hövsan
Hövsan é um município do estado de Baku, e localiza-se no Azerbaijão,tem uma população de 38.257 habitantes,e suas coordenadas são 40°22′28″N 50°05′07″E.